# Карденас, Серхио
Серхио Исмаэль Карденас Тамес (исп. Sergio Ismael Cárdenas Tamez; род. 17 июня 1951, Сьюдад-Виктория) — мексиканский дирижёр и композитор.
Окончил Вестминстерский хоровой колледж в США как вокалист (1972) и хоровой дирижёр (1973), затем зальцбургскую консерваторию «Моцартеум» (1975) как дирижёр оркестра. Занимался в мастер-классах под руководством Герберта фон Караяна, Витольда Ровицкого и Серджиу Челибидаке. В 1975—1979 гг. дирижёр оркестра «Моцартеум».
В 1979—1984 гг. возглавлял мексиканский Национальный симфонический оркестр, много гастролировал с ним по стране, осуществил ряд записей, в том числе диск с музыкой первого руководителя оркестра Хосе Пабло Монкайо. В 1985—1989 гг. главный дирижёр Хофского симфонического оркестра в Германии. Одновременно в Мексике в 1986 году по приглашению правительства штата Гуанахуато основал Филармонический оркестр Бахио, с которым выступал как в штате, так и в других регионах Мексики; после того, как в 1992 году сменившееся правительство штата закрыло коллективу финансирование, Карденас добился перевода оркестра в другой мексиканский штат, Керетаро, и до 1997 года руководил Филармоническим оркестром Керетаро; с этим коллективом провёл несколько премьер произведений мексиканских композиторов, осуществил концертные исполнения опер Моцарта, Доницетти, Верди и Пуччини.
Карденасу принадлежит около 100 музыкальных произведений разных жанров, исполнявшихся как в Мексике, так и в других странах: в частности, премьеры своих сочинений «И буду иметь надежду» (англ. So I Will Hope;1997, для баритона, хора и оркестра) и «Голоса высоких гор» (исп. Voces de los Montes Altos; 1998, для рэпера с оркестром) Карденас провёл с Хофским симфоническим оркестром, которым когда-то руководил. Струнный квинтет «Монологи со звёздами» (исп. Monólogos con las estrellas) впервые прозвучал в 2003 году в Цюрихе, а сочинение «Цветок — это ключ» (англ. The Flower is a Key) было записано в 2010 году двенадцатью виолончелистами Берлинского филармонического оркестра, дирижёр которого Саймон Рэтл исполнил сольную партию рэпера.
Публикуется как музыкальный критик в мексиканских газетах, в 1999 году выпустил сборник статей «Музыкальные остановки» (исп. Estaciones en la Música). Вторая книга Карденаса, «Рэп для Моцарта» (исп. Un Rap para Mozart; 2003), представляет собой собрание рецензий, очерков, автобиографических заметок, стихотворных переводов (в том числе из Райнера Марии Рильке) и авторских афоризмов.
С 2005 года Карденас — профессор Национального автономного университета Мексики, заведовал кафедрой камерной музыки; с 2006 года работает с университетским оркестром.
В 2021 году удостоен Национальной премии искусств и литературы.